# Alcobaça
Alcobaça este un oraș portughez ce aparține Districtului Leiria, în regiunea Lisboa e Vale do Tejo și subregiunea Oeste, cu circa 9.800 locuitori.

## Date geografice
Este capitala unui municipiu cu 417,05 km² suprafață și 56.794 locuitori (2001), împărțit în 19 freguesias. Municipiul se învecinează la nord cu municipiul Marinha Grande, la est cu Leiria, Porto de Mós, Santarém și Rio Maior, la sud-vest cu Caldas da Rainha și la vest înconjoară în totalitate Nazaré, având două ieșiri la Oceanul Atlantic.

## Obiective turistice
- Mosteiro de Alcobaça (Mănăstirea din Alcobaça). În această mănăstire se găsesc sarcofagele celebrei perechi Ines de Castro și Petru I al Portugaliei.

## Galerie de imagini

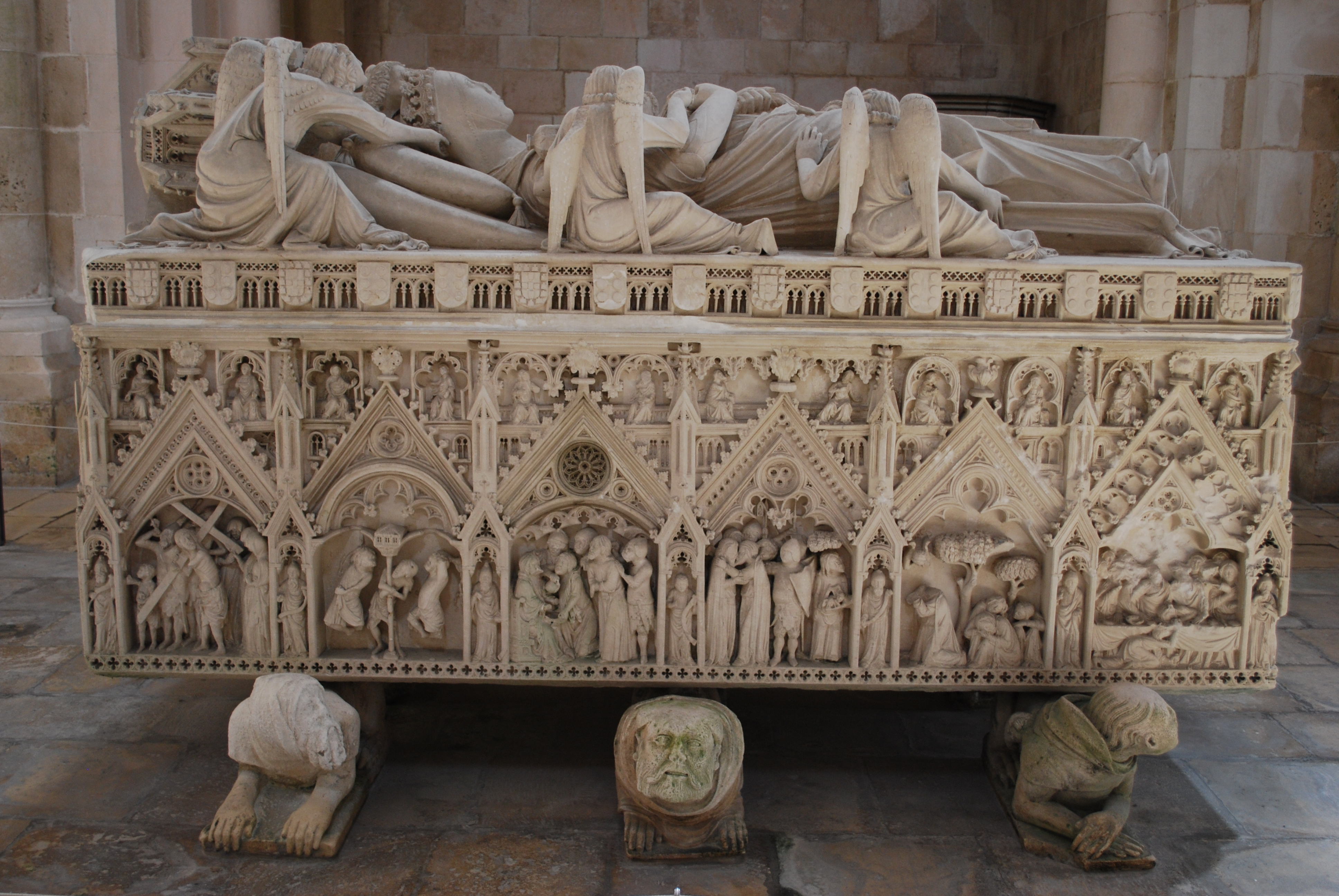
Sarcofagul lui Ines de Castro de la mănăstirea Alcobaça
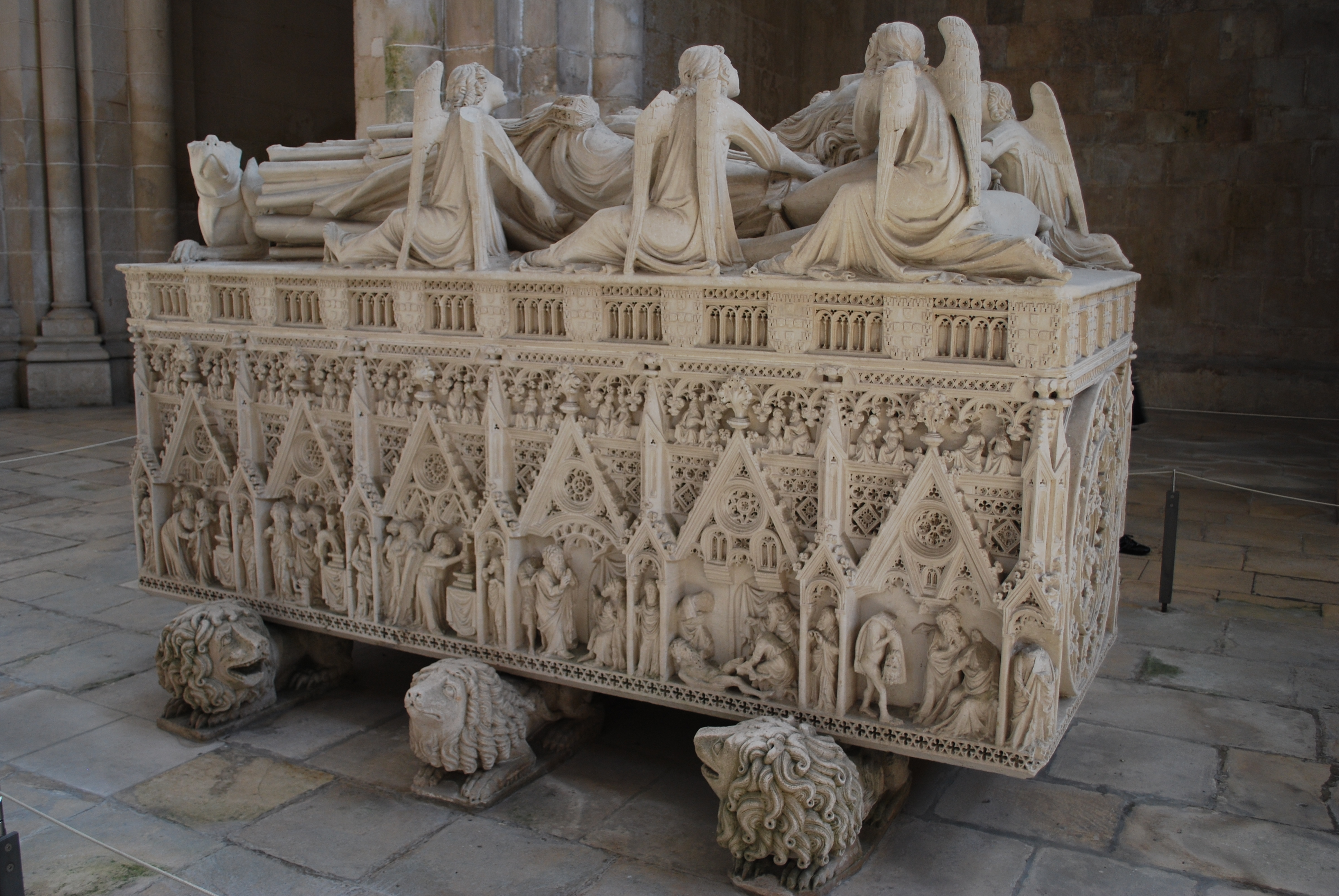
Sarcofagul regelui Petru I al Portugaliei de la mănăstirea Alcobaça

1. ↑  , Instituto Nacional de Estatística[*] https://www.ine.pt/xportal/xmain?xpid=INE&xpgid=ine_indicadores&indOcorrCod=0008350&selTab=tab0, accesat în 19 septembrie 2018 Lipsește sau este vid: |title= (ajutor)